# Az Északi-Mariana-szigetek címere

Az Északi-Mariana-szigetek címere

Az Északi-Mariana-szigetek címere egy kék színű korong, rajta egy ötágú, fehér csillagal, egy latte kővel és egy virágfüzérrel. A kő alatt a „United States-Official seal-1976” felirat olvasható, míg a korong körirata a terület hivatalos neve.